# Marija Magdalena (utwór)
Marija Magdalena – utwór chorwackiej piosenkarki Doris Dragović, który został wydany w 1999 roku oraz umieszczony na jedenastej płycie studyjnej artystki zatytułowanej Krajem vijeka. Piosenkę napisali Tonči Huljić (muzyka) i Vjekoslava Huljić (tekst).
W 1999 roku utwór został zakwalifikowany do stawki chorwackich eliminacji eurowizyjnych Dora 1999. W marcu został zaprezentowany w finale selekcji. Zdobył w nim największą liczbę punktów w głosowaniu jurorów i telewidzów, dzięki czemu zajął pierwsze miejsce, zostając tym samym utworem reprezentującym Chorwację w 55. Konkursie Piosenki Eurowizji organizowanym w Jerozolimie. 29 maja został wykonany przez piosenkarkę w finale imprezy i zajął ostatecznie czwarte miejsce ze 118 punktami na koncie. 
Do utworu został nagrany oficjalny teledysk.

## Lista utworów
CD single
1. „Marija Magdalena” (English Version) – 3:03
2. „Marija Magdalena” (Original Version) – 3:02
3. „Marija Magdalena” (Instrumental Version) – 2:48